# 戴庆炣
戴庆炣（？—1261年），字彦可，温州永嘉县（今浙江省温州市永嘉县）人。南宋大臣，宋理宗时参知政事。
宋理宗淳祐十年（1250年）戴庆炣进士及第。召试馆职，主管户部架阁文字，转任秘书省正字兼史馆校勘。几年后历任校书郎、右正言、左司谏、殿中侍御史、侍御史。开庆元年（1259年）拜右谏议大夫，加端明殿学士，签书枢密院事兼权参知政事。景定元年（1260年）任同知枢密院事兼参知政事，无所作为。 不久，以守本官致仕。景定二年（1261年）戴庆炣卒，赠资政殿大学士。

## 延伸阅读
[在维基数据编辑]
 《宋史/卷420》，出自脱脱《宋史》